# Projet personnalisé de scolarisation

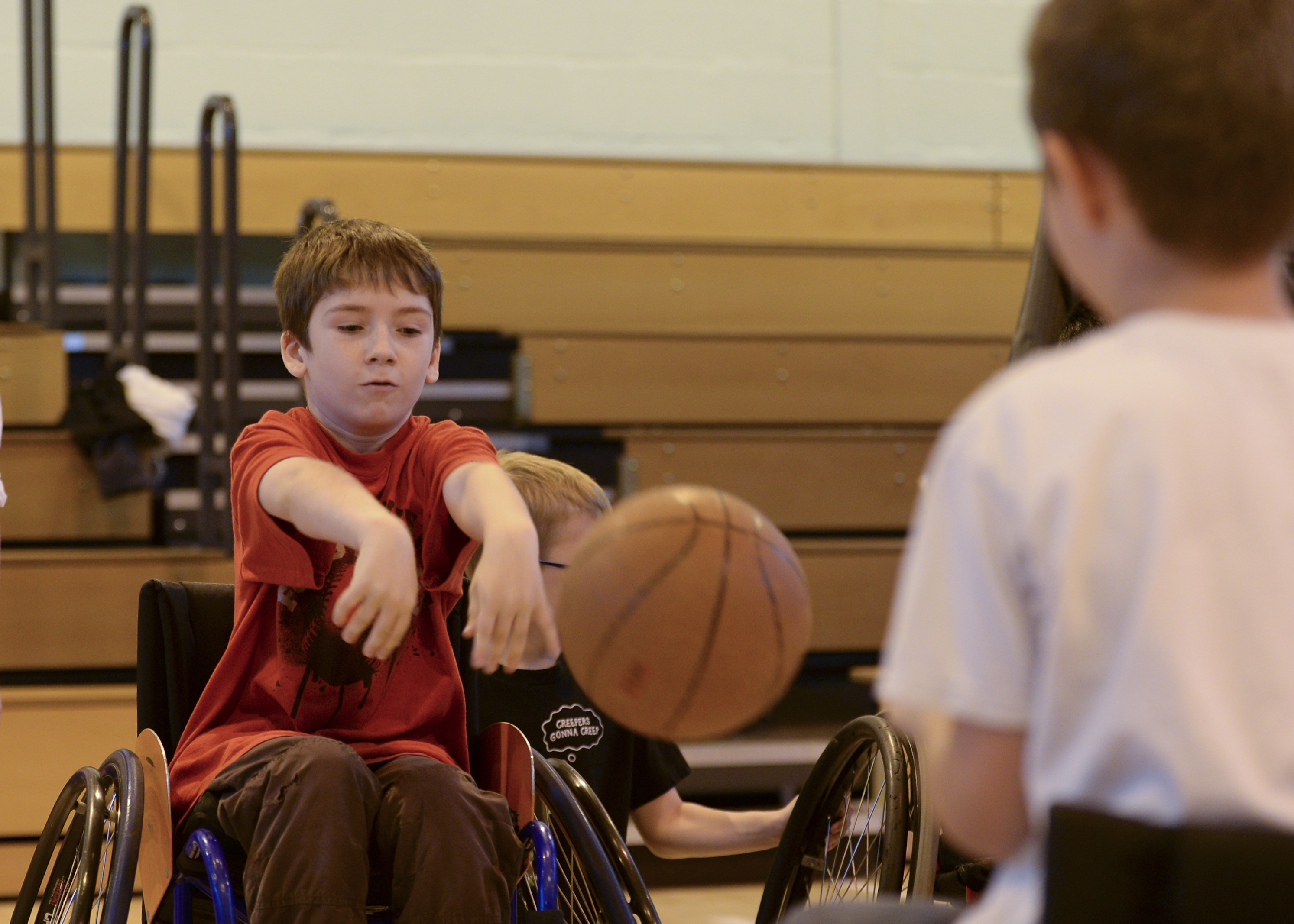

Le Projet personnel de scolarisation (PPS) est un outil introduit par la loi française du 11 février 2005, quand on a affaire à un enfant handicapé, pour favoriser sa scolarisation dans les meilleures conditions possibles, et réduire les discriminations.

## Historique
Cette approche a été introduite à partir de 2006, par la loi du 11 février 2005, pour favoriser chaque fois que possible, la formation en milieu scolaire ordinaire des enfants handicapés,,.

## Objectifs et processus
La mise au point du projet personnel de scolarisation consiste à une mise à plat des besoins nécessaires pour scolariser l’enfant et à une identification des aides à prévoir. Le professeur des écoles peut s’appuyer sur cette évaluation, qui permet de déterminer les aménagements pertinents : organisation spécifique de la classe, unité localisée pour l'inclusion scolaire, décloisonnement dans une autre classe, intervention d’une personne spécialisée, etc.  Ces aménagements sont décidés non pas par l’enseignant mais par la MDPH, sachant que le PPS est inclus dans le Plan de Compensation du Handicap (PCH) décidé par la Commission des Droits et de l’Autonomie des Personnes  Handicapées (CDAPH). Les parents doivent être associés à la finalisation de cette évaluation : ils doivent pouvoir réagir et émettre des observations. 
L’approche permet aussi de réfléchir sur les pratiques pédagogiques requises.                                             
L’ambition est de compenser le handicap et de permettre la scolarisation la plus significative possible. Des progrès en ce sens ont été constatés à la suite de la loi de 2005. Pour autant, de nombreux enfants sont toujours accueillis principalement en institutions médico-sociales (par exemple IME, Institut Médical Éducatif), avec ou sans scolarisation.